# Mikola Sándor
Mikola Sándor (Felsőpetróc, 1871. április 16. – Nagykanizsa, 1945. október 1.) fizikus, pedagógus, a Magyar Tudományos Akadémia rendes tagja. Fizikusként a dielektrikumok polarizálásával foglalkozott, nevéhez fűződik a Mikola-cső megalkotása. Tanári szerepe jelentős, több nemzetközi hírű tudós, így Wigner Jenő és Neumann János is tanítványai voltak. Jelentős tankönyvírói és módszertani munkássága is. 1928 és 1935 között a budapesti Fasori Evangélikus Gimnázium igazgatója volt. Egy időben ellentmondásos és negatív politikai tevékenységet is folytatott, amely komolyan beárnyékolja tudományos munkáját.

## Életútja
Vas vármegyében, a ma Szlovéniához tartozó Felsőpetrócon (1887-től Péterhegy, ma szlovénül Gornji Petrovci) született a Vendvidéken, evangélikus vallású szlovén földműves családban. Szülei Mikola András és Szmodis Anna voltak. Apja sírja ma is megtalálható a péterhegyi evangélikus temetőben. Rajta kívül a családnak volt még egy Ferenc nevű fiúgyermeke, aki a Muravidéken maradt és 1945-ig kocsmát és boltot üzemeltetett. Leszármazottai ma is Szlovéniában élnek.
A Mikola család péterhegyi lakhelyét egy szőlővel együtt 1840-ben vásárolták grófi birtokból. A fizikus szülőháza vályogépület volt, ami ma már nem áll, de a helyén épült egy másik ház. A hely egy völgyben fekszik, amely a szomszédos Tótkeresztúr (Križevci) felé nyílik. A helyiek Graba (magyarul gödör) névvel illetik, ugyanakkor szülöttje után Mikola-völgy is a neve.
A soproni evangélikus líceumban tanult, ahol Rátz László és később Vermes Miklós is. Tanári diplomát a Budapesti Tudományegyetem bölcsészeti karán szerzett matematikából és fizikából. Egy évig Eötvös Loránd mellett az elméleti fizikai intézetben volt gyakornok.
1897-ben a budapesti fasori evangélikus gimnázium helyettes tanára lett, majd egy évre rá megkapta rendes tanári megbízását. Itt fizikát oktatott. 1928-ban az iskola igazgatójává nevezték ki.

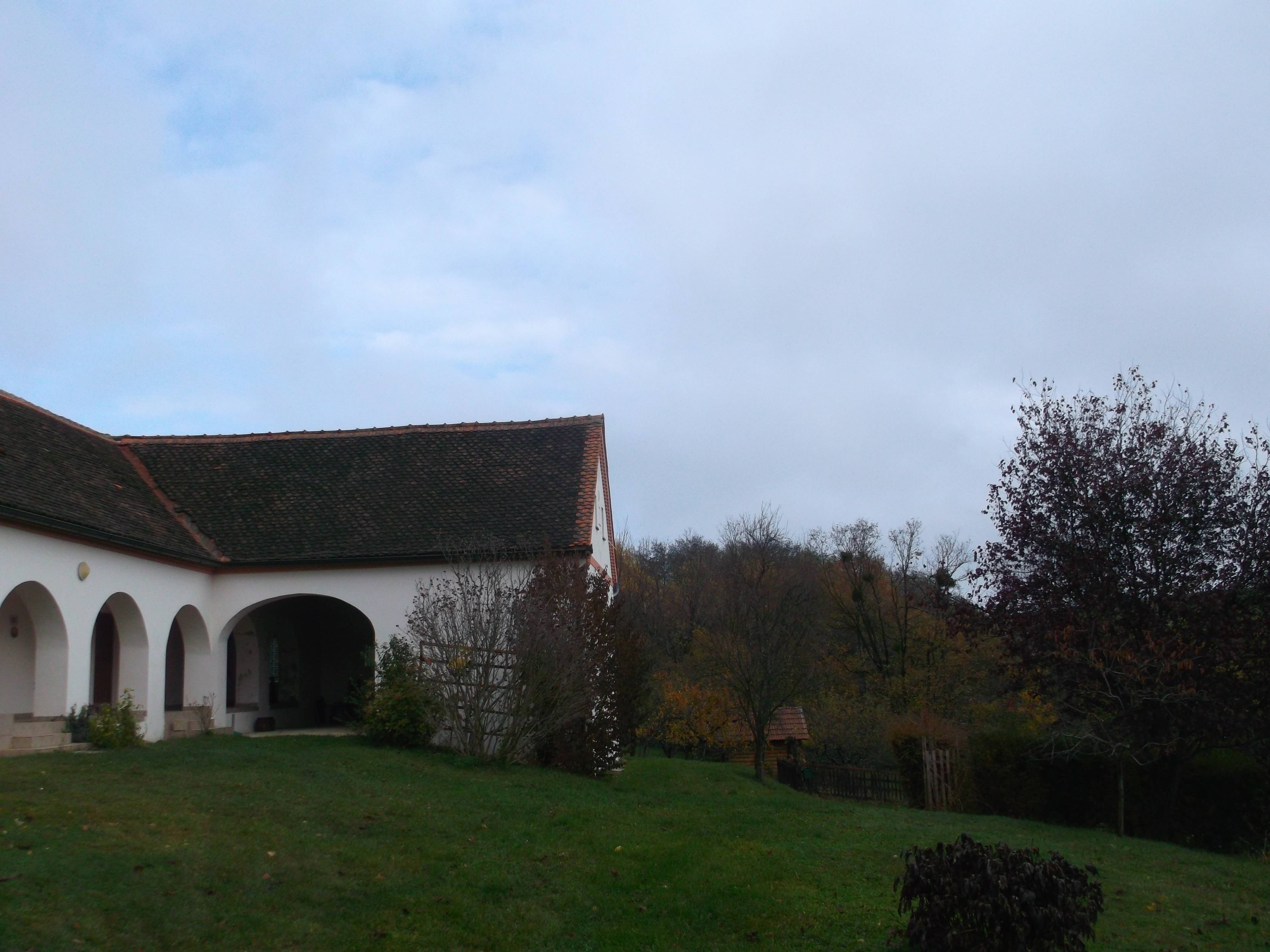
Mikola Sándor egykori szülőházának helye Péterhegyen, az ún. Graba (magyarul: gödör) nevű dűlő alatt.

Közel negyven év után 1935-ben nyugdíjba vonult. A Magyar Tudományos Akadémia közben 1922-ben levelező, 1941-ben pedig rendes tagjává választotta. Szintén 1941-ben visszatért Péterhegyre.
1916-ban a Mathematikai és Physikai Társulat (mai jogutódai a Bolyai János Matematikai Társulat és az Eötvös Loránd Fizikai Társulat) titkára lett, tisztségét 1923-ig viselte. 1941-ben a társulat tiszteletbeli tagjává fogadta. A Társulat folyóirata, a Mathematikai és Physikai Lapok a matematikus Fejér Lipót mellett fizikus társszerkesztője, továbbá a nevezetes középiskolai matematikai és fizikai versenyek évenkénti rendezésének motorja volt. Emellett 1911 és 1922 között az Urania természettudományi részlegének szerkesztője, 1920 és 1922 között a Domovina című vend lap szerkesztője volt. 1921 és 1936 között az Országos Közoktatási Tanács, 1943–1944-ben a felsőház tagja volt.
Péterhegyre gyakran járt haza, még a trianoni határ kialakulása után is, ahol főleg szabadságát töltötte családjával.
1945 tavaszán a Muravidékbe betörő jugoszláv hatóságok a háborús években tett magyarosítás miatt, valamint hogy a nők védelmében a partizánokkal szemben akart fellépni, a jugoszláv hatóságok letartóztatták. A strniščei táborba zárták, ahonnan 1945-ben szabadult, de nem sokkal később a táborban elszenvedett súlyos sérülései miatt Nagykanizsán, 74 éves korában meghalt. Családja még évekig Jugoszláviában tengődött, amikor 1949-ben visszatértek Budapestre.

## Munkássága

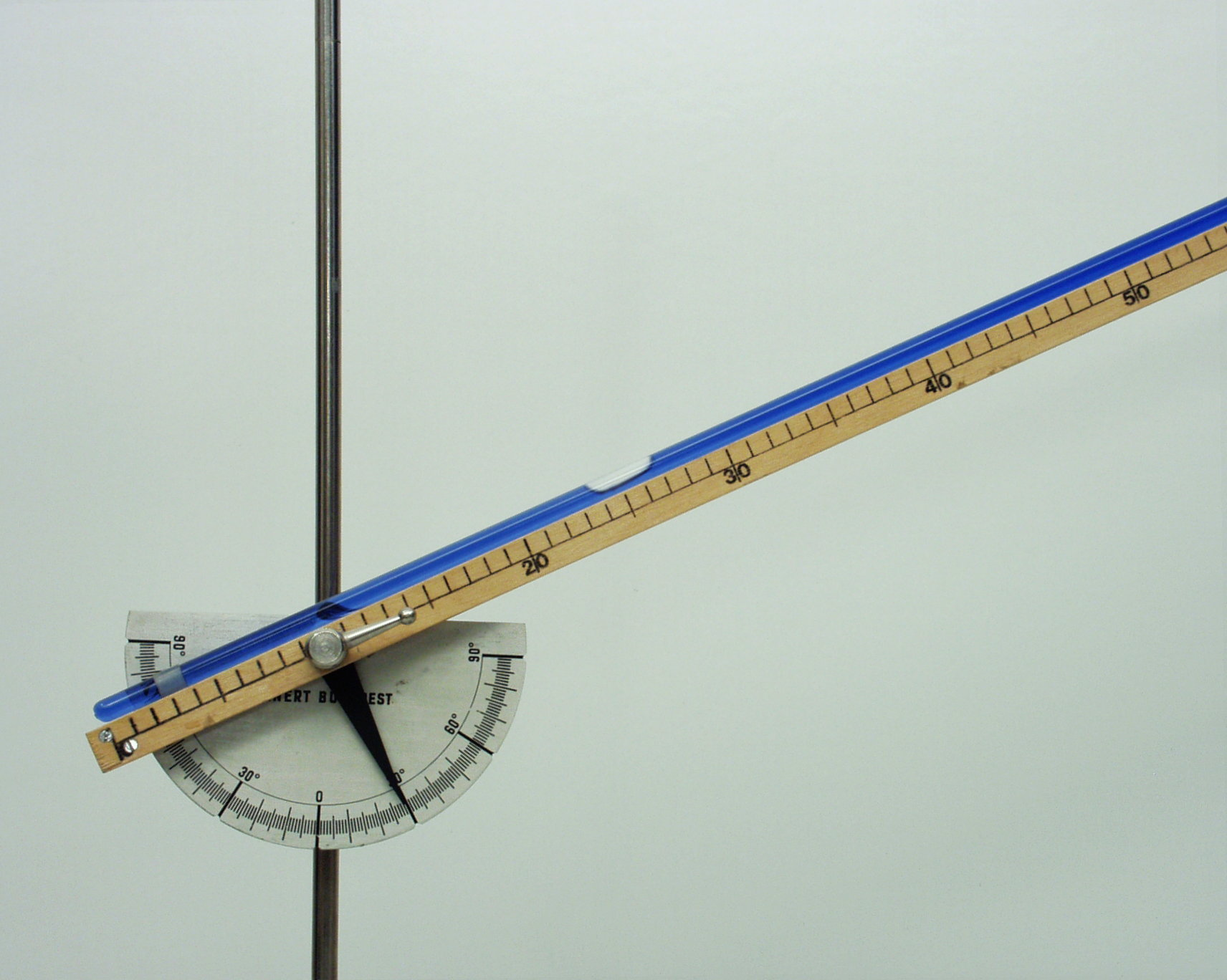
Mikola-cső

Fizikai kutatásaiban különböző szakmai lapokban egyrészt a dielektrikumok állandó polározásával, és a Lichtenberg-féle ábrákkal kapcsolatos kutatási eredményeit közölte, másrészt új demonstrációs eszközöket dolgozott ki a fizika gyakorlati oktatásának elősegítésére. Nevét viseli az egyenes vonalú egyenletes mozgás bemutatására a gyakran használt, Mikola-csőnek elnevezett eszköz. Pedagógiai tevékenysége jelentős, több neves, nemzetközileg is híres fizikus tanára volt, így többek között Neumann Jánosnak és Wigner Jenőnek is. A Mathematikai és Physikai Társulat egyik vezetőjeként jelentős volt tudományszervező-vezető tevékenysége. Tankönyvszerzői munkássága kiemelkedő, számos középiskolai fizikatankönyv szerzője, amelyek új módszertannal dolgozták fel az oktatni kívánt tananyagot. Fekete Jenővel és Pekár Dezsővel közösen könyvet írt Eötvös Loránd munkásságáról. Kutatói és pedagógiai munkái mellett vend és magyar nyelvű versei, meséi és elbeszélései is megjelentek.
Rajongott a szabad természetért és alaposan ismerte az antik kultúrát, sőt annak életfelfogását követte. Jól működő és hatásos humánumból fakadó pedagógiai nézeteket alakított ki, így a fizika tanítását hatékonyan végezte a diákok körében.
Diákjait gyakorta vitte kirándulásokra és a szegényebb tanulók számára létrehozott kirándulási alapba is fektetett, hogy költségeiket fedezni tudják. 1909-ben keletkezett értekezésében sürgette a tanulói laboratóriumi foglalkozások bevezetését a tanulás illetőleg tanítás megkönnyítésére.
Mikola a szigetelőanyagok elektromos viselkedésével is foglalkozott. A japán Egucsi Kacuja hasonló vizsgálat során már korábban megalkotta az ún. elektrétet, amely egy remanens elektromos polarizációjú dielektromos anyag, viszont ugyanezt sikerült Mikolának tőle teljesen független kísérlet útján előállítania. Az elektrétet behatóan tanulmányozta, amely igen hosszan megtartotta a dielektrikumot. A kutatás eredményét 1925-ben a német Zeitschrift für Physik folyóiratban közölte. 1911-től 1922-ig társszerkesztő volt az Uránia c. tudományos folyóirat természettudományi rovatában, ahová több cikket is írt a folyóirat számára a fizika legújabb vívmányairól.
Vezetőségi tagként aktívan részt vett a Matematikai és Fizikai Társulat munkájában, s előadásokat tartott. Az első világháború során a társulat nem működött, a háború után pedig Mikola segítségével tudott újra aktivizálódni. Itteni tevékenység 1916-tól arra is kiterjedt, hogy másokkal közösen fizikai tanulmányi versenyek szervezésébe kezdett.

## Politikai ténykedése és nézetei
Magyarországi szlovénként (vendként) több, a vendek történetével, eredetével foglalkozó munka szerzője. A Vendvidéki Szövetség, illetve a Vendvidéki Magyar Közművelődési Egyesület egyik vezetőjeként aktív részese volt a helyi közéletnek. Elmélete szerint a vendek először kelta, majd magyar származásúak, ezzel viszont teljes ellentmondásba került. Elméleteit nagy részben a trianoni békeszerződés revíziója miatt hirdette, így szeretvén elérni, hogy a Jugoszláviához kapcsolt szlovén részek magyar fennhatóság alatt maradjanak. A Muravidék 1941-es visszafoglalása után is „felvilágosító körutakon” járta a vidéket, és igyekezett az őslakosságnak bebizonyítani, hogy ők nem szláv származásúak. Emellett állást foglalt a magyarosítás politikája mellett, valamint közreműködött két korábbi vezető vend nemzetiségű személy elleni eljárásban. Az általa publikált A vendség múltja és jelene c. brossúrát magyar részről Angyal Endre irodalomtörténész vizsgálta felül. „Mikola azonban nem sokat törődik a komoly filológiai és históriai érvekkel, hanem 'megdönthetetlen bizonyítékokat' konstruál.” Ez bizonyítékgyártás pedig, hogy Mikola rendszeresen saját állításai mellett emlegeti, hogy mindez megdönthetetlenül bizonyítja szófordulatot, de sosem tér ki arra, hogy mi az a megdönthetetlen bizonyíték, így állításait forrásokban vissza sem lehet keresni.
Állításai igen gyakran homályosak, logikátlanok. A vendeket pusztán a név alapján vezeti vissza az ókori venet népekig, amelyek Európa több területén előfordultak, ezalatt pedig egy orosz nyelvész téves elgondolása mentén a keltáktól eredezteti őket, hol a veneteket tartja keltáknak. Ezzel szemben a venetek nem voltak mind kelták, illetve nem álltak rokonságban sem egymással.
Mikola nem egy esetben saját népét alacsonyrendűnek nevezi. A vend kultúrát, ahogy ő nevezi önállónak tartja egyszer, ahhoz képest a szlovént pedig alacsonyrendűnek. Majd pedig azt írja, hogy vend kultúra nem is létezik, a vendek nem akarnak ilyet, mert tisztában vannak saját alacsonyrendűségükkel, ezért alkalmazkodnak a felsőbbrendű magyarokhoz. Valótlan és bizonyítékok nélküli állításai közé tartozik többek között, hogy a vendek nem használják saját nyelvüket, mert példának okáért említi, hogy a vendvidéki temetők kizárólag magyar feliratos sírokkal bírnak és az első világháborúban a katonák csak magyar nyelvű levelezőlapokat írtak. Ezzel szemben a temetők már a háború előtt és azt követően is rendelkeztek nagy számú vend nyelvű sírokkal és katonák némelyike írt anyanyelvű levelezőlapokat hozzátartozóinak a frontról. Az anyanyelv használatát nem pusztán a korban jellemző magyarosítás gátolta csak, hanem az a tény is, hogy a hadipostán nehezen tudták volna kézbesíteni a nem magyar nyelvű küldeményeket, továbbá a sírkőfaragók nem tudták minden esetben vállalni a vend sírfeliratok készítését, ha nem értették a nyelvet. Állításai alátámasztására gyakran hivatkozik állítólagos újságcikkekre és írásokra, amelyeket nem nevez néven, míg bizonyos címek nem létező cikkekre utalnak, amelyeknek semmi nyomát nem lelni archívumokban, vagy egyéb forrásokban. Máshol, ahol éppen az említett újságból idéz, ott azokat lefordítja magyarra, de fordításai is átdolgozottak, kiforgatják és megmásítják az eredeti újságcikk tartalmát, ami ismételten Mikola szavahihetőségét rombolja.
Rossz és félrevezető adatokat közöl, úgy mint Payr Sándor Egyháztörténeti emlékek c. könyvéből, amely szerint a szlovén evangélikusokat már 1627-ben vendeknek és nem szlovénoknak nevezték (Slavo-vendorum). A valóságban a forrásként felhasznált vizitáció semmilyen vendorum megnevezés nem tartalmaz, csupán Slavorum-ként említi a szlovén evangélikusokat. Azon állítása is félrevezető, sőt valótlan, amelyet ugyanúgy ismernie kellett, miszerint a szlovén hatóságok kénytelenek voltak magyar nyelvet használni, mert a muravidékiek a szlovént nem értik meg. Erre példaként hozza fel a muraszombati kerületi főnök 1922-es magyar nyelvű hirdetményét a muravidékieknek. A muravidékiek valóban nem értették jól a szlovén nyelvet, azonban a kommunikáció végett a szlovén hatóságok továbbra is használták a vend nyelvet. Az említett hirdetménynek ugyanúgy megjelent a vend nyelvű változata, következésképp a magyar változat nyilván se szlovénul se vendül nem tudó muravidéki magyar lakosságnak szólhatott, de ezt Mikola következetesen elhallgatja és folytonosan a magyar nyelvű változatra hivatkozik.
Mikola abszurd és logikátlan érvelése, hogy a vendek azért nem szlovének, noha magukat szlovenszki-nak nevezik, mert ha a muravidéki népcsoportnak vend a neve, úgy akkor szlovenszki elnevezésük nem azonosítható a Murán innen, a néhai örökös tartományokban élt szlovének slovenski meghatározásával. Mikola ellen szólnak azon régi vend nyelvű könyvek (amire egyébként ő maga is sűrűn hivatkozik), amelyek maguk állítják, hogy ők azonosak az ausztriai szlovénekkel. Ennek ténye korábbi magyar forrásokban is gyakran előfordul. A vend elnevezéssel a 19. századig nem találkozni sehol magyar vagy latin dokumentumokban, csakis a tót, vandál, vandalus, sclavus nevek fordulnak elő, a vend nyelvű művekben (még azokéban is, akik a magyarosítás mellett álltak) a szlovenszki névvel lehet találkozni, gyakran pedig a stájerországi szlovénok nyelvét azonosítják a magyarországi szlovénokéval. 1919-ben ráadásul a civil lakosság a Szécsénykúton, Murapetrócon, Bírószékben, Kőhidán és Véghelyen tartott lakossági üléseken hivatalosan is tiltakozott a vend titulus ellen és a szlovenszki önelnevezésre hivatkozva kérte, hogy a magyar dokumentumokban is a nemzetiség hivatalos megnevezése a szlovén legyen.
Mikola bár felhozza, hogy tótoknak is hívták az ittenieket, ezzel viszont megint ellentmondásba keveri magát, hisz akkor újfent nem világos, hogy vendekről, tótokról avagy szlovénokról van-e szó.
Az amerikai Stephen Antalich, akinek szülei a Muravidékről származtak, 1996-ban nyilvánosságra hozta, hogy Mikola Sándor úgy hamisított bizonyítékokat, hogy közben az ellentéteket is gerjesztette az Egyesült Államokba kivándorolt szlovének között. Mikola Magyarországról ügynököket szervezett be, így Horváth Lőrinc katolikus papot, akit a pennsylvaniai South Bethlehembe küldött. Horváth gyűlöletbeszédeket sem nélkülöző módon felhergelte az ott élő magyarországi szlovénokat az ausztriai szlovének ellen és elterjesztette köztük a vend propagandát. Miután sikeresen kiélezték az ellentéteket Mikola az antant előtt bizonyítékként tálalta, hogy az amerikai szlovénok is vend identitásúak és ellenségesen viszonyulnak az ausztriai szlovénekhez illetőleg jugoszlávokhoz. A vend név soha nem létezett magában a vend nyelvben, de Mikola a Domovina hasábjain keresztül megpróbálta az általa alkotott vendszki, Vendocija nevekkel kiszorítani a szlovenszki megnevezést, ebben viszont még a vele szimpatizálók sem követték, minthogy a lakosság előtt teljesen idegen volt és erősen tartózkodtak tőle.
Mikola itteni tevékenysége politikai és kisebbségellenes célokat igen, kulturális és tudományos célokat nem szolgált. Ezzel kapcsolatos munkáit példa nélküli tömény sovinizmus hatja át és minden lehetséges eszközzel igyekezett akadályozni népe anyanyelvi oktatását és szellemi fejlődését. Igencsak szembeötlő kontrasztot alkot állításaival az a tény, hogy Jugoszláviában a vend irodalom (de főleg a publicisztika) sokkalta inkább ki tudott bontakozni, mint Magyarországon. Míg Mikola a vend nép és nyelv elnyomásáról beszél Jugoszláviában, addig a két világháború között rengeteg könyv és újság jelenik meg. Mikola vendül végzett irodalmi és publicisztikai tevékenysége meglehetősen szűk, minőségileg is elmarad más íróktól (főleg propagandisztikus vagy uszító szövegeket ír, csekély mértékben alacsony színvonalú szépirodalmi műveket). Mikola támogatottsága is elsősorban a magyar revíziós oldaltól függött, a Muravidéken rendkívül szűkkörű volt. Azokat is többnyire a helyiek megvetették és mikolások-nak gúnyolták.
Állításai alátámasztására kizárólag olyan forrásokból válogatott, amelyek állításaival összhangban voltak, vagy át tudta őket magyarázni. Más forrásokra nem tér ki, vagy nem idézi őket pontosan, pedig ezek nem voltak rejtett, vagy fel nem fedezett dokumentumok, így már akkoriban igen könnyen meg lehetett volna kérdőjelezni elméleteit. Több kérdésben is elég nagy hangvétellel, de kellő hozzáértés nélkül szólalt fel (ilyenek hadüggyel vagy gazdasággal kapcsolatos dolgok), ahol szintén képtelen, bizonyíthatatlan és valótlan állítások születtek, mindez pedig saját hitelességét rontotta. 1943-ban megakadályozta azt is, hogy Pável Ágostonnak a vend nyelvről írt nyelvtana megjelenjen, érvként pedig nem tudományos, hanem nacionalista politikai okokat hozott fel. Pável önmagát kettősidentitásúnak vallotta, egyszerre tartotta magát szlovénnak (vendnek) és magyarnak, de nyelvészeti, filológiai, nyelvtörténeti és nyelvtipológiai megállapításai nem tartalmazták Mikola hipotéziseit, sőt nem is voltak összhangban vele.

## Emlékezete
- Emlékét őrzi az 1980 óta megrendezett Mikola Sándor Országos Tehetségkutató Fizikaverseny.
- Nevét viseli az Eötvös Loránd Fizikai Társulat által 1961-ben alapított Mikola Sándor-díj, amellyel  a kísérletező oktatásban kiváló eredményt elérő tanárokat jutalmazzák.
- Emléktábla a soproni Berzsenyi Dániel Evangélikus Gimnáziumban.[14]
- A Fasori Evangélikus Gimnáziumban 1995-ben emléktáblát állítottak tiszteletére.[15]

## Művei
Didaktikai, tudománynépszerűsítő, tudománytörténeti
- Mathematikai szünórák (1903)
- Új módszer hullámvonalak előállítására és rezgésszám absolut meghatározására (1907)
- Fény. A technika vívmányai az utolsó száz évben (1907)
- A természetphilosophia problémái (1909)
- A középiskolai matematikatanítás reformja (szerk., Beke Manóval, 1909)
- Az infinitezimális számítások elemei a középiskolában (Rátz Lászlóval, 1911)
- A physikai alapfogalmak kialakulása (1911)
- A függvények és az infinitezimális számítások elemei (Rátz Lászlóval, 1914)
- Báró Eötvös Loránd élete és tudományos működése (társszerző, 1918)
- Fizika (1926)
- Természettudományi ismeretek (1929)
- A fizika gondolatvilága (1933, 1934)
- A fizikai alapfogalmak jelentése a csillagok világában (1937)
- Az egyenletes mozgás mint a fizikai megismerés őseleme (1941)
- A fizikai megismerés alapjai (1941)
- Válogatott ezopusi mesék – Prebráne ezopusove fabule (1942)

Kutatói munkásságából
- Kísérleti adatok a dielektromos anyagok elektromozásához (1923), (Über die permanente Polarisation der festen Dielektrika, Zeitschrift für Physik, vol. 32-1, pp. 476–488 (1925) )

A vend kérdésről
- Mémoire concernant le territoire wende (Prekmurje) occupé par les Yougoslaves (1920, angolul és olaszul is)
- A vendség múltja és jelene (1928)

## További irodalom
- Renner János: Mikola Sándor. 'A budapesti ág. Hitv. Evangélikus főgymnasium Értesítője 1935/36. 3-12.
- Vermes Miklós: Mikola Sándor. Fizikai Szemle, 11 (1961), 247-251.
- Kovács László: Mikola Sándor a kísérleti fizikatanítás úttörője és mestere. Fizikai Szemle, 27 (1977), 120.
- Kunfalvi Rezső: Tudósok nevelője: Mikola Sándor, Élet és Tudomány, 1984
- Kovács László: Mikola Sándor. Bp.: Országos Pedagógiai Könyvtár és Múzeum, 1991. (Magyar pedagógusok)
- Durič, Janko: Jezikovna analiza nagrobnih napisov v Porabju in na Goričkem, diplomsko delo, Univerza v Mariboru Pedagoška fakulteta Oddelek za slovanske jezike in književnosti, Maribor 2004. június
- Angyal Endre: A vend kérdés, Dunántúli Tudományos Gyűjtemény 120, Series Historica 69, Különlenyomat a Magyar Tudományos Akadémia Dunántúli Tudományos Intézetének „Komplex földrajzi és történelmi kutatások újabb eredményei a Dunántúlon” c. kötetéből, Budapest 1972
- Dobos Krisztina–Gazda István–Kovács László: A fasori csoda. Rátz László, Mikola Sándor, Wigner Jenő, Neumann János; OPKM, Bp., 2002 (Mesterek és tanítványok)
- Jerič, Ivan (2000): Moji spomini. Murska Sobota: Zavod Svetega Miklavža.